# Ruth Bleier
Ruth Harriet Bleier (New Kensington, 17 novembre 1923 – 4 gennaio 1988) è stata una neurofisiologa statunitense e anche la prima scienziata femminista a indagare su come la discriminazione sessuale abbia influenzato la scienza biologica. La sua carriera consisteva nel combinare il suo interesse scientifico con il suo impegno per l'uguaglianza sociale delle donne e delle classi inferiori.

## Biografia
Bleier nacque nel 1923 nella città di New Kensington, situata nello stato americano della Pennsylvania, figlia di immigrati russi o dell'Europa dell'Est nel 1905. Crebbe a New Kensington con quattro fratelli. Si diplomò presso il Goucher College nel 1945 e nel 1949 si laureò in medicina presso il Woman's Medical College of Pennsylvania. Svolse un tirocinio presso il Sinai Hospital nella città di Baltimora e poi lavorò come medico di famiglia nel centro di Baltimora per più di un decennio.. Sposò Leon Eisenberg, anche lui medico. Insieme ebbero due figli e gestirono una clinica medica per i poveri di Baltimora.

## Carriera
Bleier fu una sostenitrice dei diritti civili presso il Comitato per la Pace del Maryland nei primi anni '50. Questo lavoro portò a un mandato di comparizione da parte della Commissione della Camera per le attività antiamericane (HCUA), che all'epoca era guidata dal senatore Joseph McCarthy. Poiché si rifiutò di collaborare, venne inserita nella lista nera dall'HCUa, il che causò la sua sospensione come medico. Allora Bleier decise di entrare alla Johns Hopkins University School of Medicine nel 1957 per studiare neuroanatomia con il professor Jerzy Rose. Conseguì il diploma post-laurea nel 1961. Abbandonò il suo lavoro di medico per insegnare psichiatria e psicologia presso l'Adolph Meyer Loboratory of Neuroanatomy. Poi, nel 1967, andò a lavorare nel Dipartimento di Neurofisiologia dell'Università del Wisconsin-Madison; allo stesso tempo, lavorò presso il Weisman Center of Mental Retardation e il Wisconsin Regional Primate Center. Bleier fu un'autorità riconosciuta in materia di ipotalamo animale: pubblicò tre lavori sull'argomento.

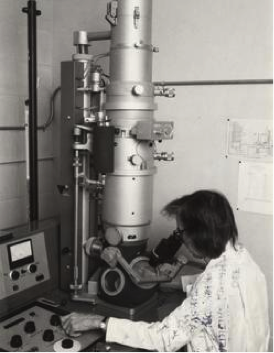
Ruth Bleier nel 1980

## Diritti delle donne
Negli anni '70, Ruth Bleier notò come le scienze biologiche fossero influenzate dal sessismo e da altri pregiudizi culturali e si dedicò ad applicare le analisi femministe alla pratica e alla teoria scientifica. Bleier contribuì a stabilire il Woman's Studies Program presso l'Università del Wisconsin nel 1975 e ne fu presidente dal 1982 al 1986. L'Associazione chiese all'amministrazione di rivalutare lo status e gli stipendi delle insegnanti donne e di correggere le disuguaglianze. Riuscì ad ottenere la parità di retribuzione tra uomini e donne che lavoravano all'università e anche ad integrare le palestre facendo fare alle docenti donne una doccia di gruppo nello spogliatoio maschile.
Bleier si oppose all'idea della sociobiologia come spiegazione dei ruoli di genere convenzionali. Nel suo lavoro, dimostrò che il genere, la sessualità e la scienza non erano dati fissi e neutri, ma cambiavano costantemente in risposta ai valori e alle idee sociali. Si dedicò anche a migliorare l'accesso e l'inserimento delle donne nell'istruzione superiore.
I suoi libri sulla biologia e il femminismo, Science and Gender: A Critique of Biology and Its Theories on Women (1984) e Feminist Approaches to Science (1986), sono riferimenti per esplorare le differenze biologiche di genere e le origini delle differenze di genere.
Bleier morì nella sua casa del Wisconsin il 4 gennaio 1988, di cancro, all'età di 64 anni.  L'Università del Wisconsin assegna annualmente borse di studio Ruth Bleier al fine di incoraggiare le giovani donne a intraprendere una carriera studiando scienze naturali, medicina o ingegneria, e il Dipartimento di Storia della Medicina dell'Università del Wisconsin ha una cattedra in suo onore.

## Vita privata
Dopo essersi sposata con Leon Eisenberg, con il quale ebbe due figli e gestì insieme a lui una clinica medica per i poveri di Baltimora, i due divorziarono. E a quel punto Ruth Bleier fece coming out combattendo per creare i diritti delle lesbiche all'interno del movimento delle donne. Creò un ristorante dedicato alle lesbiche, chiamato "Lysistrata", organizzò eventi sociali lesbici e una libreria femminista. Sostenne anche il diritto all'aborto con la sua compagna, Elizabeth Karlin..